# Live Action
Live Action je americká nezisková pro-life organizace, kterou v patnácti letech založila studentka Lila Rose. Hlavním cílem organizace je propagace pro-life myšlenek mezi mládeží za pomoci využití moderních komunikačních a internetových technologií. Proslavilo ji její odhalování nezákonných praktik na interrupčních klinikách Planned Parenthood (Mona Lisa Project).

## Mona Lisa Project
Ve světě organizaci proslavil především Mona Lisa Project, jehož cílem je opatřit důkazy a informace o porušování zákonů na interrupčních klinikách Planned Parenthood. Pomocí provokace a skryté kamery se jí v roce 2008 podařilo na několika klinikách natočit záběry pracovníků kliniky, kteří radí klientce, jakým způsobem zfalšovat údaje v dotaznících, aby se interrupce „obešla“ bez povinného souhlasu rodičů u nezletilé uchazečky, jak lhát o otci dítěte, aby klinika nemusela upozornit úřady na sexuální zneužívání, a jak klientku ujišťují, že úřadům nebudou nic hlásit, i když to díky její předchozí neopatrnosti vědí a podle zákona to hlásit musí.
Nápad za pomoci provokace odhalovat porušování zákonů na interrupčních klinikách je starší než Live Action, nové jsou však metody a jejich použití. Dřívější pokusy (především akce Marka Crutchera a jeho skupiny Life Dynamics) se omezovaly na použití telefonů a jejich výsledky byly omezené jak co do získaného materiálu, tak i jeho využitelnosti. Materiál získaný skrytou kamerou je atraktivnější, navíc Live Action se nemusí spoléhat na neochotná média, když k šíření a komentování materiálů využívá možnosti internetu: e-maily, rostoucí blogosféru, Facebook, Twitter a YouTube.
Sestříhaná videa jsou vyvěšována na internetu, především na YouTube, kompletní záznamy jsou předávány místním úřadům v oblasti vyšetřování trestných činů a udělování dotací. Následkem akcí Live Action přišla Planned Parenthood o dotace a kontrakty se státem ve výši přesahující milion dolarů a hrozí jí ztráta dalších. Dosud největšími ztrátami jsou zrušení kontraktu ve výši 721 tisíc dolarů se státem Tennessee a kontraktu ve výši 300 tisíc dolarů od Orange County v Kalifornii. Někteří její pracovníci navíc čelí policejnímu vyšetřování pro podezření z krytí sexuálního zneužívání a obcházení zákonů.
V únoru 2010 vyústilo vyšetřování iniciované jedním z videí Live Action v uvalení ročního podmínečného režimu na interrupční kliniku Planned Parenthood v Birminghamu pro provádění interrupcí u nezletilých dívek bez povinného řádného ověření vědomí a souhlasu zákonných zástupců a pro nehlášení podezření na sexuální zneužívání nezletilých úřadům.